# Melbourne Summer Set II 2022
Melbourne Summer Set II 2022 byl tenisový turnaj ženského okruhu WTA Tour, hraný v Melbourne Parku na otevřených dvorcích s tvrdým povrchem GreenSet. Konal se mezi 3. až 9. lednem 2022 v Melbourne, metropoli svazového státu Victoria. Do programu australské letní sezóny byl zařazen dodatečně po zrušení Brisbane International v důsledku koronavirové pandemie. Souběžně v témže dějišti probíhal také smíšený Melbourne Summer Set I 2022.
Ženská událost s rouzpočtem 239 477 dolarů patří do kategorie WTA 250. Nejvýše nasazenou v singlové soutěži se stala osmnáctá hráčka světa Jessica Pegulaová ze Spojených států. Jako poslední přímá účastnice do dvouhry nastoupila 87. žena žebříčku, Švédka Rebecca Petersonová.
Druhý singlový titul na okruhu WTA Tour vybojovala Američanka Amanda Anisimovová. Z prvního společného startu ve čtyřhře WTA získaly trofej česká světová jednička Kateřina Siniaková s Američankou Bernardou Peraovovou, která odehrála premiérové finále v této úrovni tenisu.

## Rozdělení bodů a finančních odměn

### Rozdělení bodů
| Soutěž  | vítězové | finalisté | semifinalisté | čtvrtfinalisté | 16 v kole | 32 v kole | Q  | Q2 | Q1 |
| ------- | -------- | --------- | ------------- | -------------- | --------- | --------- | -- | -- | -- |
| dvouhra | 280      | 180       | 110           | 60             | 30        | 1         | 18 | 12 | 1  |
| čtyřhra | 280      | 180       | 110           | 60             | 1         | —         | —  | —  | —  |

### Finanční odměny
| Soutěž                              | vítězové | finalisté | semifinalisté | čtvrtfinalisté | 16 v kole | 32 v kole | Q2      | Q1      |
| ----------------------------------- | -------- | --------- | ------------- | -------------- | --------- | --------- | ------- | ------- |
| dvouhra žen                         | 31 000 $ | 18 037 $  | 10 100 $      | 5 800 $        | 3 675 $   | 2 675 $   | 1 950 $ | 1 270 $ |
| čtyřhra žen                         | 10 800 $ | 6 300 $   | 3 800 $       | 2 300 $        | 1 750 $   | —         | —       | —       |
| částka ve čtyřhře je uvedena na pár |          |           |               |                |           |           |         |         |

## Dvouhra

### Nasazení
| Stát                             | Hráčka                   | WTA | Nasazení |
| -------------------------------- | ------------------------ | --- | -------- |
| USA                              | Jessica Pegulaová        | 18. | 1.       |
| Belgie                           | Elise Mertensová         | 21. | 2.       |
| Rusko                            | Darja Kasatkinová        | 26. | 3.       |
| Španělsko                        | Sara Sorribesová Tormová | 36. | 4.       |
| Rumunsko                         | Sorana Cîrsteaová        | 39. | 5.       |
| Dánsko                           | Clara Tausonová          | 44. | 6.       |
| USA                              | Ann Liová                | 47. | 7.       |
| Ukrajina                         | Marta Kosťuková          | 50. | 8.       |
| Žebříček WTA k 27. prosinci 2021 |                          |     |          |

### Jiné formy účasti
Následující hráčky obdržely divokou kartu do hlavní soutěže:
- Ellen Perezová
- Astra Sharmaová
- Samantha Stosurová

Následující hráčky postoupily z kvalifikace:
- Harriet Dartová
- Anna Kalinská
- Claire Liuová
- Kamilla Rachimovová
- Aljaksandra Sasnovičová
- Ču Lin

Následující hráčka postoupila z kvalifikace jako šťastná poražená:
- Wang Sin-jü

### Odhlášení
před zahájením turnaje
- Magda Linetteová → nahradila ji  Beatriz Haddad Maiová
- Elise Mertensová → nahradila ji  Wang Sin-jü
- Anastasija Pavljučenkovová → nahradila ji  Anna Karolína Schmiedlová
- Julia Putincevová → nahradila ji  Varvara Gračovová
- Donna Vekićová → nahradila ji  Amanda Anisimovová

## Čtyřhra

### Nasazení
| Stát                                                                                      | Hráčka                | Stát     | Hráčka             | WTA  | Nasazení |
| ----------------------------------------------------------------------------------------- | --------------------- | -------- | ------------------ | ---- | -------- |
| Austrálie                                                                                 | Samantha Stosurová    | Čína     | Čang Šuaj          | 24.  | 1.       |
| USA                                                                                       | Bernarda Peraová      | Česko    | Kateřina Siniaková | 53.  | 2.       |
| Rumunsko                                                                                  | Irina-Camelia Beguová | Srbsko   | Nina Stojanovićová | 104. | 3.       |
| Japonsko                                                                                  | Eri Hozumiová         | Japonsko | Makoto Ninomijová  | 114. | 4.       |
| Žebříček WTA k 27. prosinci 2021; číslo je součtem žebříčkového postavení obou členů páru |                       |          |                    |      |          |

### Jiné formy účasti
Následující pár obdržel divokou kartu do hlavní soutěže:
- Alexandra Osborneová /  Taylah Prestonová

Následující pár nastoupil pod žebříčkovou ochranou:
- Monique Adamczaková /  Chan Sin-jün

Následující pár nastoupil z pozice náhradníka:
- Beatriz Haddad Maiová /  Nuria Párrizasová Díazová

### Odhlášení
před zahájením turnaje
- Aliona Bolsovová /  Ankita Rainová → nahradily je  Aliona Bolsovová /  Katarzyna Kawaová
- Čan Chao-čching /  Monica Niculescuová → nahradily je  Nao Hibinová /  Alicja Rosolská
- Anna Kalinská /  Marta Kosťuková → nahradily je  Beatriz Haddad Maiová /  Nuria Párrizasová Díazová
- Anastasija Pavljučenkovová /  Kateřina Siniaková → nahradily je  Bernarda Peraová /  Kateřina Siniaková
- Bernarda Peraová /  Magda Linetteová → nahradily je  Viktorija Golubicová /  Astra Sharmaová

## Přehled finále

### Ženská dvouhra
- Amanda Anisimovová vs.  Aljaksandra Sasnovičová, 7–5, 1–6, 6–4

### Ženská čtyřhra
- Bernarda Peraová /  Kateřina Siniaková vs.  Tereza Martincová /  Majar Šarífová, 6–2, 6–7(7–9), [10–5]